# コロニアル・バイパー
コロニアル・バイパー（Colonial Viper）は、米国のSFテレビドラマ『宇宙空母ギャラクティカ』シリーズに登場する人類側が運用する架空の宇宙戦闘攻撃機。多くの場面で登場し、宇宙空母に続く主役メカである。

## 概要
全長10m以内と極めて小型の機体で、矢尻あるいはロケットのような細長い機体本体後部に、上方1基、機体両側に1基ずつ合計3基のエンジンポッドがあり、各ポッドからは主翼・垂直尾翼となる3枚の翼が伸びている。そして、上部エンジンポッドのインテーク前に直視型コックピットがある。基本は単座であるが、複座型も存在する。
制空戦闘、要撃、対艦・対地攻撃、短距離偵察・哨戒等をこなすマルチロールファイターでコロニアル軍全軍に配備されており、バトルスター（宇宙空母）にも主力艦載機として多数搭載されている。空母搭載時は駐機区画であるハンガーデッキから専用発進チューブを通じて直接外部に射出され、任務終了後は着艦口であるフライトデッキへ着艦し元の駐機場所まで運ばれる。
主な武装は主翼基部に取り付けられた2門の砲（オリジナルシリーズ→レーザー砲。リ・イマジニングシリーズ→実体弾機関砲、マークVIIバイパーは垂直尾翼にも1門あり合計3門）で、他にミサイル・爆弾などを装備可能。
機体が小型なため機動性が高い。但し、小型ゆえに機体容積が限られており、燃料積載量は少なく航続距離も短い。運用は宇宙空間が主であるが大気圏内戦闘も可能である(但し、構造上燃料消費が大きくなるため航続距離はさらに減ぜられる)。FTLドライブは装備されていない。
高度な探査装置（名称：オリジナルシリーズ→スキャナ、リ・イマジニングシリーズ→ドラディス）が装備されているが、場合により母艦あるいは管制機による管制を受ける場合がある。

## 各シリーズにおけるコロニアルバイパー

### オリジナルシリーズ

#### バイパー戦闘攻撃機
12惑星連合軍全軍にわたって標準的に配備されている宇宙戦闘攻撃機。武装は主翼基部にあるレーザー砲2門とミサイル等。レーザー砲は汎用性に優れエネルギーパックの交換により消化剤などを圧縮して射出することもできる。また連射によりサイロンベーススターの対空・対艦火器に対し多大な損害を与えられるほどの威力を有する。偵察能力も優れており、敵味方識別や環境分析、内部透視等高度な探査・索敵が可能な高性能探査機器を搭載している。高度なアビオニクス補助により民間人でも訓練しだいではある程度の戦闘機動を行うことが可能である。
【スペック（共通）】全長：8.7m／最大幅：3.8m

#### スターチェイサー
バイパーをベースに、レーザー砲のジェネレーターをエンジン増速用パルスジェネレーターに交換し、新たに高性能探査機器と管制用人工知能コンピュータ「C.O.R.A(コンピュータ・オーラル・レスポンス・アクティベートの略語)」を搭載した新型偵察機。速力及び機動性は既存のバイパー戦闘機を凌駕し、サイロンレイダーを簡単に振り切ることができる。航続距離も2倍となっている。C.O.R.Aは搭乗するスターバックを意識してか非常に艶っぽい女性の音声である。C.O.R.A独力での管制・操縦も可能。武装は無い。偵察機としての性能はかなり高く有効な戦力と思われるが、登場は1回きりであった。

### リ・イマジニングシリーズ
このシリーズのバイパーは複数のバージョンが存在するが、劇中に主に登場するのはマークII及びVIIである。

#### バイパーマークI
ギャラクティカ博物館に展示されている第一次サイロン戦争初期以前のコロニアル軍主力宇宙戦闘攻撃機。外見はオリジナルシリーズのバイパー戦闘機とほぼ同じ。運用についての詳細はわかっていない。
【スペック】不明

#### バイパーマークII
単座宇宙戦闘攻撃機。第一次サイロン戦争時のコロニアル軍主力機。すでに旧式化しており20年前に退役している。ネットワークに侵入しシステムを破壊するサイロンに対抗するため、機体制御においてはコンピュータが介在する部分は極力省かれ、アビオニクスとしては最低限の操縦補助を行うのみである。機体色はオフホワイトに機首・機首からキャノピー、主翼・エンジンポッド・垂直尾翼をとりまくよう赤いラインが配されている。
バイパーマークIを対サイロン用に改装したマイナーチェンジ機と思われ、基本的なフォルムはマークIと似ているが、両バージョン間の性能差異は明らかになっていない。
運動性能を重視した結果大変アグレッシブな操縦特性となっており、パイロットに要求される操縦技能も高い。アダマ提督やタイ大佐もこの機体を駆り活躍した優秀なパイロットだった。多数生産されサイロン戦争中各戦線で活躍した。
物語開始時、博物館となる予定の宇宙空母ギャラクティカに展示物として20機(1個飛行中隊分)ほど運び込まれていた。これらのマークIIは、サイロンのウィルス攻撃により全滅した同空母配備のマークVIIバイパー中隊に代わり、飛行可能な状態に戻され急遽現役復帰する。旧式システムであるためサイロンウィルスの影響を全く受けずに行動することができる。しかし、老朽化による運用トラブルも多く度重なる戦闘により損耗が激しくなったため、宇宙空母ペガサス遭遇後は対サイロン改装を施したマークVIIへと順次交代が進められている。
武装は30mm質量加速砲2門と機体下部のウェポンベイに多目的ミサイル8発(核弾頭装備可能)あるいは爆弾。その他の各種兵装を翼下ハードポイントに装備可能。
【スペック】全長：約8.4m／最大高：約2.7m／翼長：約4.7m

#### バイパーマークVII
現在コロニアル軍に正式配備されている最新鋭の単座主力戦闘機で、機の外観はマークIIと違いスマートな流線型である。機体色はダークグレー。
機の制御系がほぼコンピュータで管理されており、最新のコンピュータシステムとコロニアル艦隊全軍の標準OSであるCNP、最新のデジタルフライ・バイ・ワイヤシステムなどを搭載している。
性能についても、推力偏向ノズルを装備しているため機動性は高く、火力もマークIIより強力である。また、若干のステルス性も保持している。
物語初期のマークVIIはCNPを装備していたためサイロンによるウィルス攻撃を受け、多くの機が行動不能に陥り撃墜された。サイロン奇襲後に残存あるいは空母ペガサス艦内工廠において新規に建造された機体については、CNPを削除され全システムを対サイロン用に改装されている。現在では、残数が少なくなったマークIIに代わりギャラクティカ、ペガサスともに多数配備されている。武装は運動エネルギー砲3門(左右主翼に1門ずつと垂直尾翼突端に1門)と多目的ミサイル(核弾頭装備可能)等。
【スペック】全長：約9.9m／最大高：約2.9m／翼長：約5.6m